# Estación de Futako-tamagawa
La estación de Futako-tamagawa es una estación de ferrocarril ubicada en el barrio especial de Setagaya-ku, Tokio, Japón. Es propiedad de Tokyu Corporation y forma parte de la línea Den-en-toshi y la línea Oimachi. Los códigos alfanuméricos son DT07 y OM15 respectivamente.

## Historia

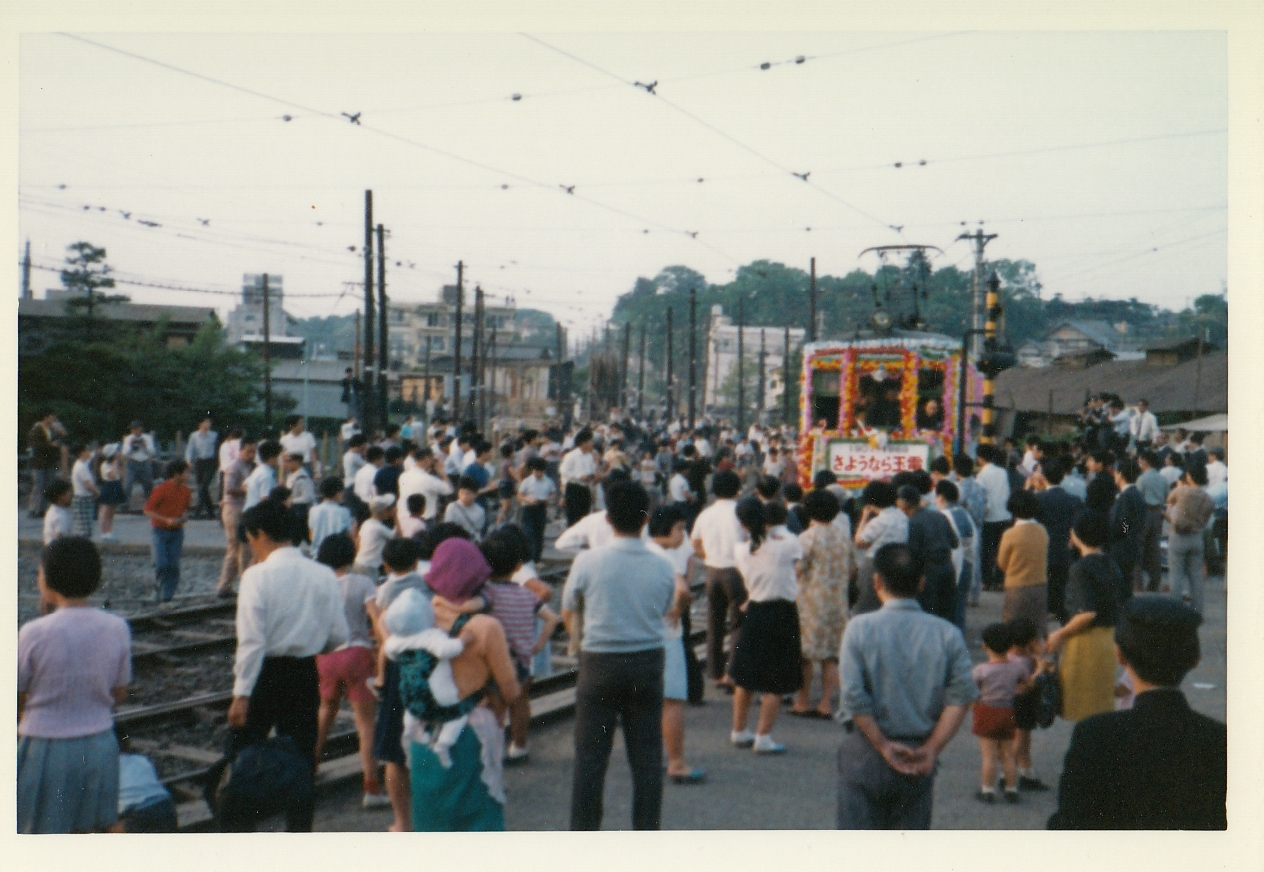
Último tranvía de servicio de la línea Tamaden en la estación de Futako-tamagawa en 1969

Esta estación se inauguró con el nombre "Estación de Tamagawa" bajo la propiedad de la antigua compañía de Ferrocarriles de Tamagawa. Posteriormente, al extenderse la línea Oimachi de la empresa Meguro-Kamata (hoy Tokyu), se inauguró la "estación Futako-tamagawa" en las cercanías de la primera.
Después de que la compañía de ferrocarril Tamagawa se fusionara con la compañía de ferrocarriles Toyoko (absorbida por Tokyu), que era propietaria del parque de atracciones Dai-ni-Tamagawa (más tarde conocido como Futako-tamagawa-en ), este se transferiría al periódico Yomiuri Shimbun, por lo que pasó a llamarse parque de atracciones Yomiuri y la estación de tren tomó el nombre de "Estación de Yomiuri Yuen.". Tiempo después, Toyoko se integró en Meguro-Kamata. Entonces, se decidió que las dos estaciones pasaran a llamarse Estación Futako-Yomiurien. Sin embargo, cuando la situación bélica de Japón empeoró durante la Segunda Guerra Mundial, el parque de atracciones fue clausurado y la estación pasó a llamarse "Estación de Futako-tamagawa". Tras la guerra el parque pudo reabrir y la estación volvió a denominarse "Estación Futako-tamagawa-en." En 1966, la estación fue trasladada a la orilla del río Tama. El 7 de abril de 1977, la estación pasó a formar parte de la línea Shin-Tamagawa. En el año 2000, esta línea fue absorbida por la línea Den-en-toshi y la estación recuperó el nombre de Futako-tamagawa.

## La estación
Se trata de una estación elevada con dos plataformas laterales y cuatro vías. Los andenes exteriores 1 y 4 son utilizados por la línea Den-en-toshi, y los andenes interiores 2 y 3 son utilizados por la línea Oimachi.

## Servicios ferroviarios
| procedencia/destino              | < estación     | Línea | estación > | destino/procedencia                 |
| -------------------------------- | -------------- | ----- | ---------- | ----------------------------------- |
| Saginuma・Nagatsuta・Chuo-rinkan | Futako-shinchi |       | Yoga       | Shibuya・Oshiage(Skytree)・Kasukabe |

| procedencia/destino | < estación  | Línea | estación > | destino/procedencia |
| ------------------- | ----------- | ----- | ---------- | ------------------- |
| Mizonokuchi         | Mizonokuchi |       | Kaminoge   | Jiyugaoka・Oimachi  |

## Galería de fotos

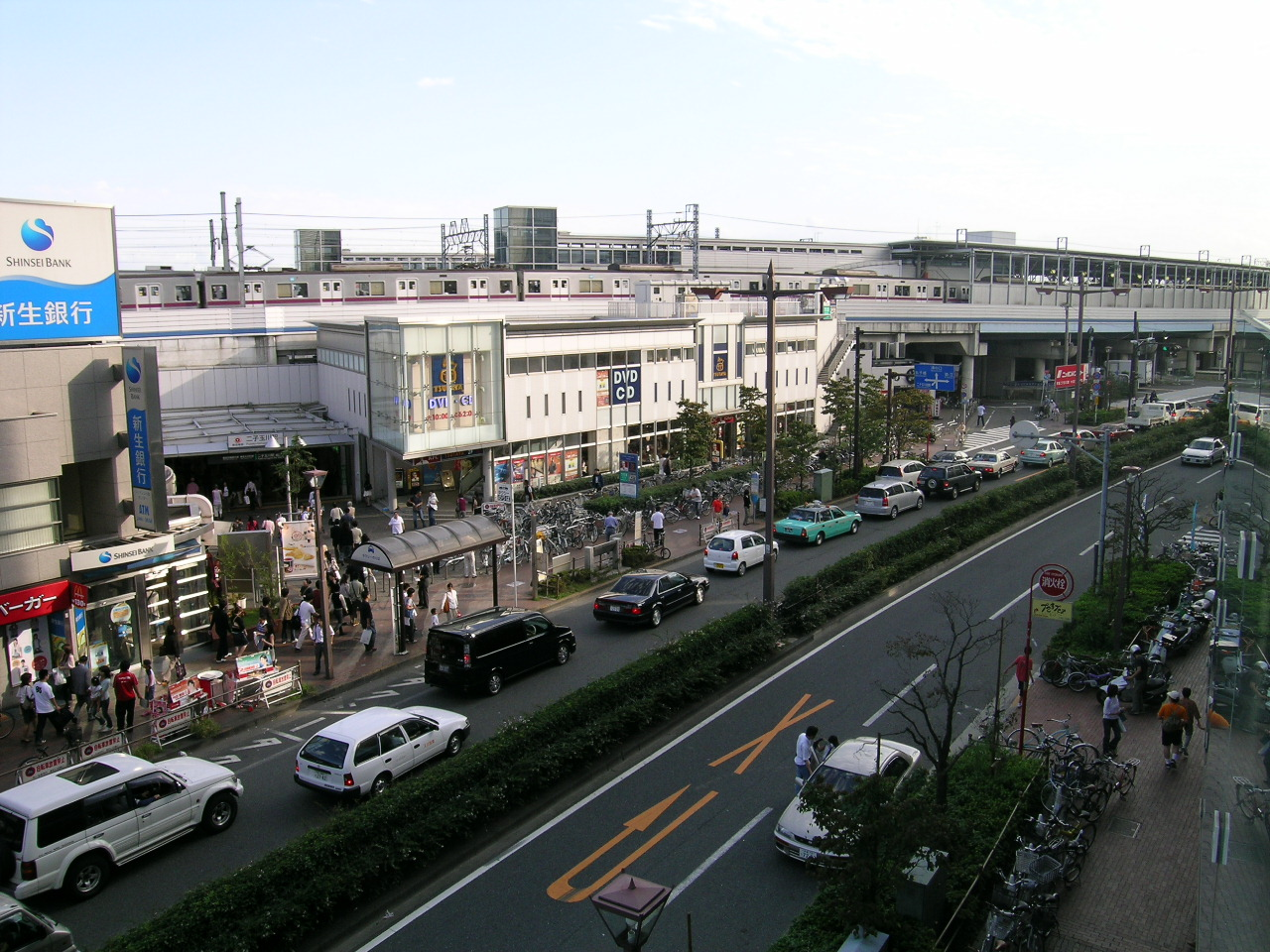
Acceso oeste (2004). Vista desde el lado de Tamagawa Takashimaya.
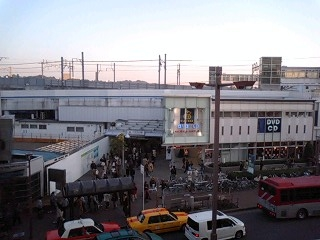
Acceso oeste (otoño de 2007).
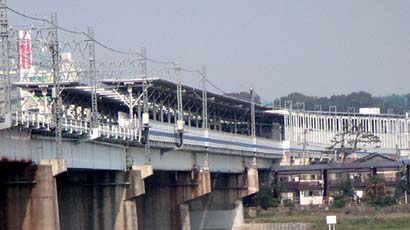
Una vista lejana de la estación desde la orilla opuesta del río Tama (2004)
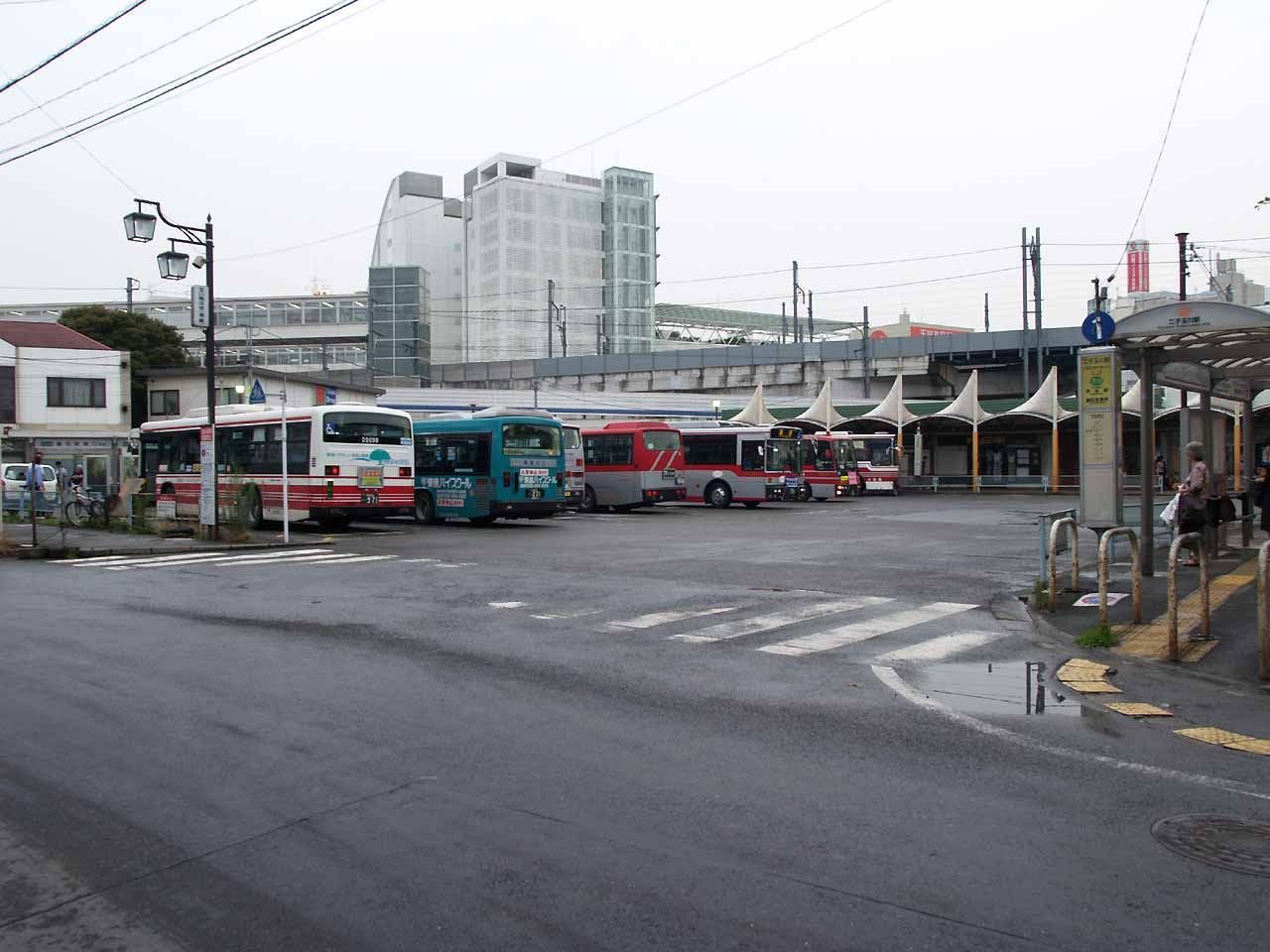
Terminal de autobuses del acceso oeste (2007)

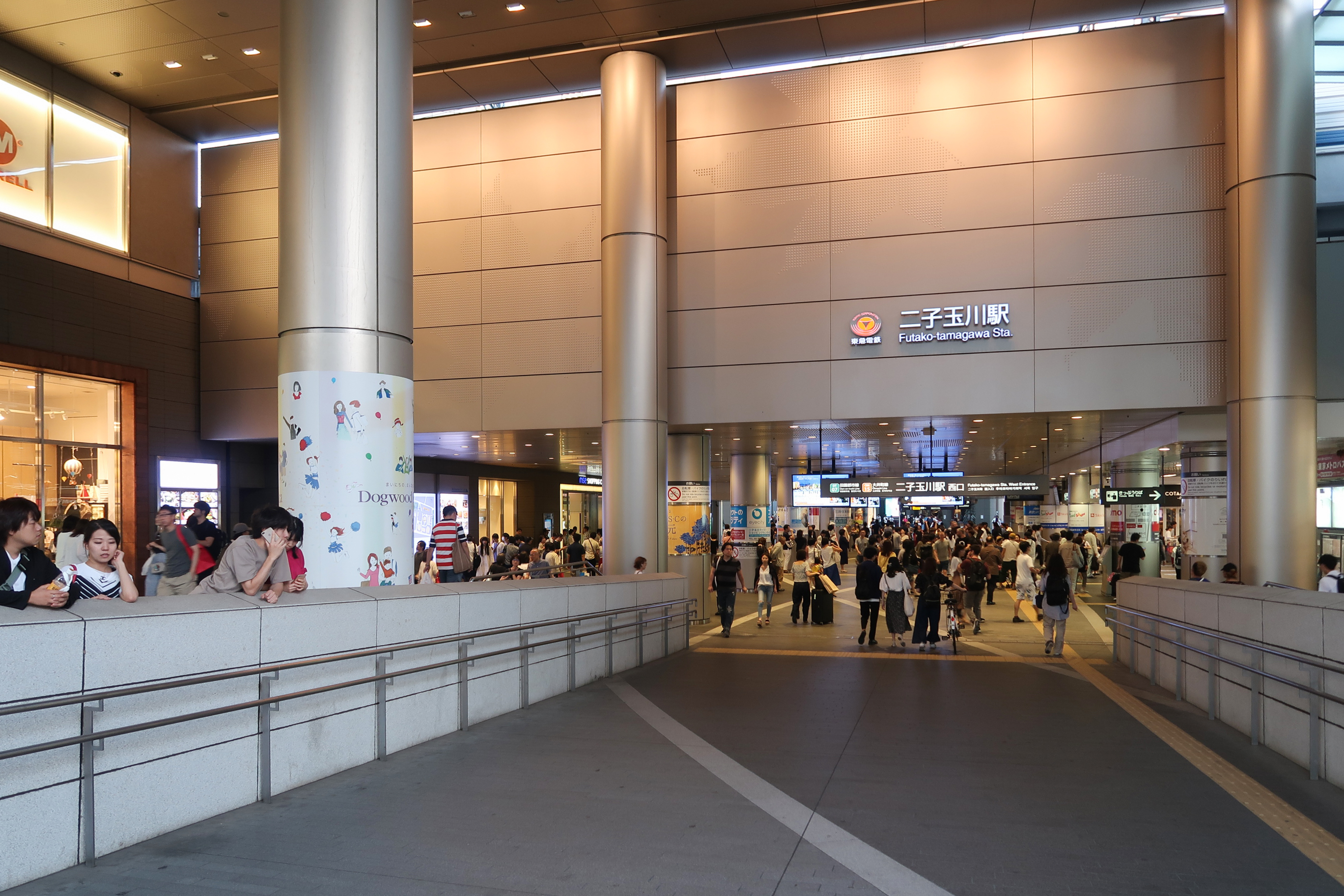
Acceso oeste (junio de 2018)
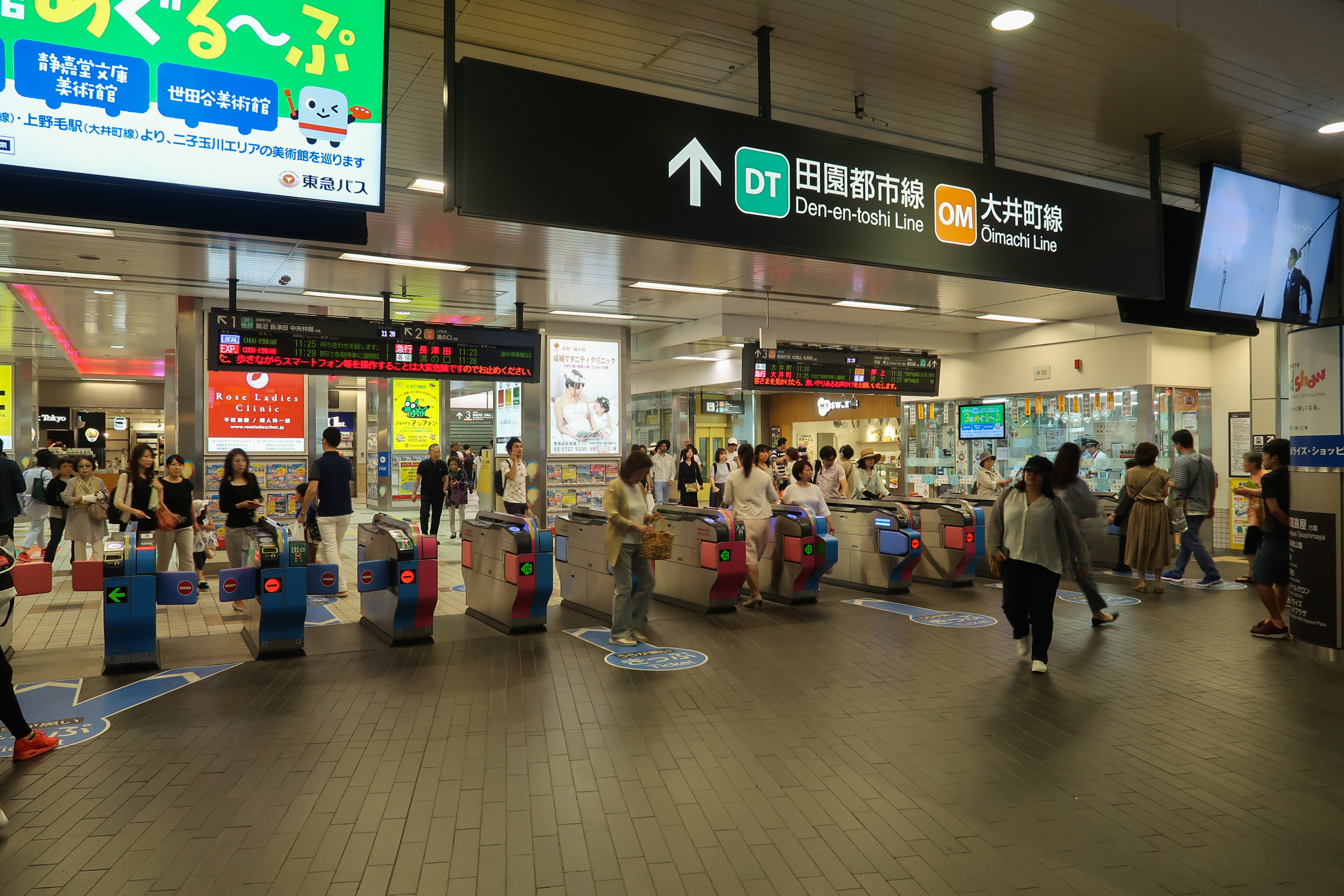
Acceso principal (junio de 2018)
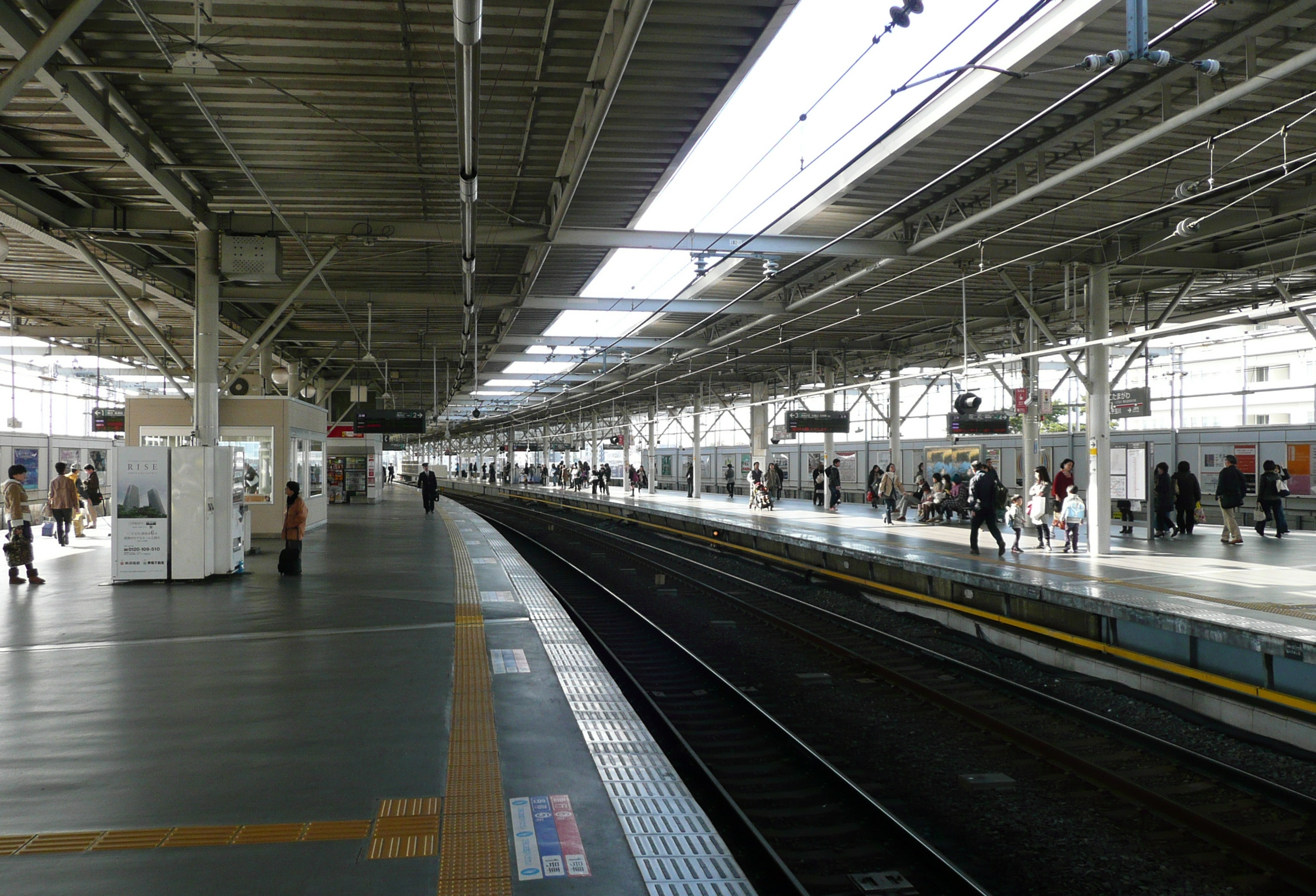
Andén (noviembre de 2011)
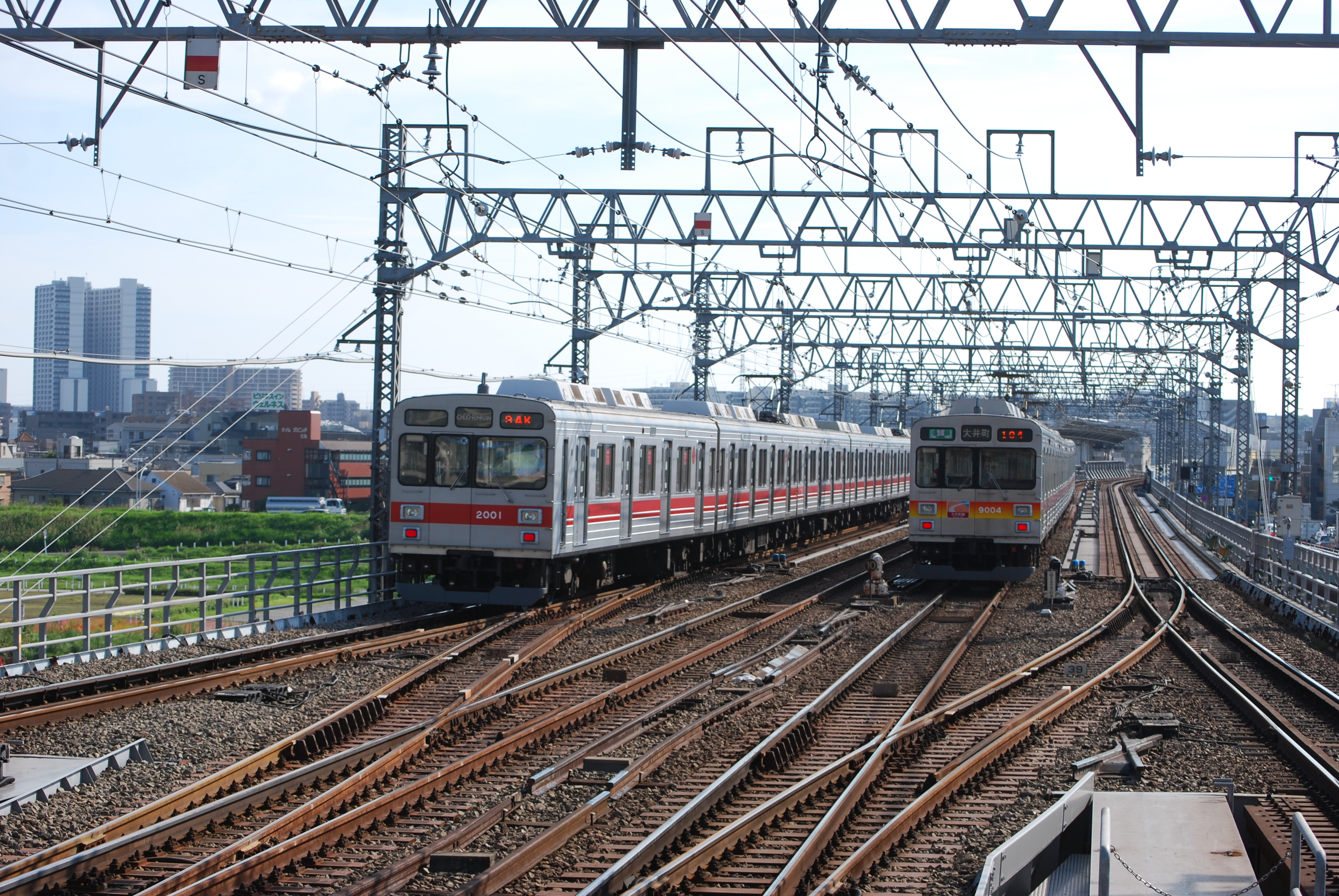
Vista dirección a Futako-Shinchi, continuando hacia la estación de Mizonokuchi con múltiples vías (septiembre de 2011)